# Антрона-Скьеранко
Антро́на-Скьера́нко (итал. Antrona Schieranco) — коммуна в Италии, располагается в регионе Пьемонт, в провинции Вербано-Кузьо-Оссола.
Население составляет 523 человека (2008 г.), плотность населения составляет 5 чел./км². Площадь коммуны составляет 100,18 км². Почтовый индекс — 28841. Телефонный код — 0324.
Покровителем коммуны почитается святой Лаврентий, празднование 10 августа.

## Демография
Динамика населения:

## Администрация коммуны
- Официальный сайт: http://www.comune.antronaschieranco.vb.it/